# Potorous platyops
El potoroo de cara ancha (Potorous platyops) o canguro rata de cara ancha es una especie de marsupial extinta que vivió en Australia. El primer espécimen fue recolectado en 1839 y John Gould lo describió en 1844, pero ya en ese momento era raro y sólo unos pocos especímenes pudieron ser recolectados con posterioridad, el último de ellos en 1875. Restos subfósiles muestran que originalmente habitaba en una gran área desde los distritos semiáridos costeros de Australia Meridional hasta la costa de Australia Occidental, y posiblemente hacia el norte hasta el Cabo Noroeste.
Se desconoce cuáles eran los hábitats del potoroo de cara ancha. Resulta claro que evitaba las zonas forestadas fértiles que en cambio eran habitadas por sus parientes el potoroo de hocico largo y el potoroo de pata larga. Es un caso raro entre los vertebrados de extinción reciente en Australia en cuanto a que parecería que su población se redujo en forma significativa antes del asentamiento europeo en Australia.